# Kamelen
De kamelen (Camelus) vormen een geslacht van evenhoevige zoogdieren uit de familie van de kameelachtigen (Camelidae). De wetenschappelijke naam van het geslacht werd in 1758 gepubliceerd door Carl Linnaeus. Tot dit geslacht horen drie recente soorten, de wilde kameel (Camelus ferus), de (bactrische) kameel (Camelus bactrianus) en de dromedaris (Camelus dromedarius). Al deze soorten leven in de drogere streken van Noord-Afrika, de Hoorn van Afrika, het Midden-Oosten en Azië. De soorten kunnen met elkaar kruisen. Een kruising tussen een dromedaris en een kameel (hybridekameel) is groter dan de beide ouderdieren, en heeft een zeer grote bult.
De kamelen zijn al sinds het eerste kwart van het eerste millennium v.Chr. gedomesticeerd in het Oude Somalië.

## Kenmerken
Kamelen zijn bekend om hun bulten. De kameel heeft er twee, de dromedaris een. In deze bulten wordt geen water opgeslagen, zoals weleens wordt gedacht, maar vet. De dieren zijn wel zeer zuinig met vocht. Zo kunnen ze dagen zonder water en voedsel.

## Leefwijze
Het zijn de grootste zoogdieren die zijn aangepast aan het leven in de woestijn. Het zijn telgangers, wat betekent dat tijdens het lopen er steeds twee poten aan één zijde worden opgetild, terwijl de twee poten aan de andere zijde blijven staan. Ze kunnen dagenlang met een gemiddelde snelheid van 3,5 kilometer per uur lopen. Kamelen leven in groepen, en lopen altijd achter elkaar aan. Hierdoor waren ze gemakkelijk te gebruiken in karavanen.

## Voortplanting
In de voortplantingstijd kunnen de hengsten bijzonder agressief worden. Ze kwijlen en urineren bijzonder veel en scheiden een stof af uit klieren op het achterhoofd. Bij een gevecht zullen de hengsten elkaar proberen te bijten. Deze gevechten kunnen tot de dood van een van beide leiden.

## Bedreiging
Er zijn zo'n 16 miljoen kamelen. De wilde kameel (Camelus ferus) is een ernstig bedreigde diersoort; slechts enkele honderden leven er in de Gobiwoestijn. Van de wilde voorouders van de dromedaris is niets bekend. In Australië leeft wel een groep verwilderde dromedarissen, die daar in de negentiende eeuw zijn ingevoerd.